# USS Enterprise (NCC-1701-B)
Un upgrade de Excelsior-clasa, ea a fost a treia nava a Federației care poarte numele de Enterprise.
În timpul primei călătorii sub comanda căpitanului Harriman, nava a primit un apel de primejdie de la două nave de transport El-Aurian prinse într-o panglică ciudat, de energie misterioasă. Kirk, la bord ca un oaspete de onoare, ajuta la operatiunea de salvare în timp ce Enterprise-B, a fost prins în Nexus.
Kirk a fost parte integrantă în salvarea navei, ci ca Enterprise trage departe, panglica loveste brusc nava, ruperea o tăietură mare prin corpul navei.
În urma sa, a lăsat doar o mare gaura in peretele etanș în care căpitanul Kirk a fost odata.
Sursa : http://www.startrek.com/database_article/enterprise-b